# 卡沙牙波莫语言
卡沙牙是美國原住民波莫人中的一個族，以前居住的區域在太平洋岸，也就是現在加利福尼亚州索诺马县的位置。卡沙牙也是他們使用語言的名稱，屬於濒危语言，也稱為卡沙牙波莫語。波莫语系歸類在霍坎語系中（不過霍坎語系本身仍有爭議）。卡沙牙（Kashaya）在鄰近地區的語言中，有「技巧熟練」的意思。。